# Ак-Кыя (Нарынский район)
Ак-Кыя (кирг. Ак-Кыя) — село в Нарынском районе Нарынской области Кыргызстана. Входит в состав Чет-Нуринского айылного аймака.

## География
Село расположено в центральной части области, в высокогорной зоне, на правом берегу реки Нарын, на расстоянии приблизительно 3 километров (по прямой) к востоко-северо-востоку от города Нарын, административного центра области и района. Абсолютная высота — 2137 метров над уровнем моря.

## Население
Согласно оценочным данным Национального статистического комитета Кыргызской Республики, численность населения села на начало 2023 года составляла 982 человека.
| год     | 2009 | 2014 | 2015 | 2020 | 2021 | 2023 |
| ------- | ---- | ---- | ---- | ---- | ---- | ---- |
| человек | 771  | 849  | 848  | 941  | 963  | 982  |